# Mine de Jiama
La mine de Jiama est une mine à ciel ouvert et souterraine de cuivre située à Jiama ou Gyama, xian de Maizhokunggar, dans la région autonome du Tibet en République populaire de Chine. Elle été acheté en 2007-2008 par China National Gold Group Corporation (en) et exploité par la China Gold International Resources Corporation (en). Elle est située environ à 60 km à l'est de Lhassa. Elle a ouvert en 2010.
Le 29 mars 2013, 83 mineurs ont été ensevelis dans un glissement de terrain sur le site minier de Gyama, au Tibet,. En 2014, le point de contact national du Canada auprès de l'OCDE a reçu une demande d'examen concernant les activités minières de China Gold dans la vallée de Gyama. Il a formulé six recommandations concernant la divulgation, l'emploi et les relations industrielles, l'environnement et les droits de l'homme.
En 2014, une société minière chinoise a détourné l'eau dans la région du haut Gyama, entraînant la confiscation forcée de terres agricoles. L'exploitation minière a entraîné le déversement de déchets toxiques dans la rivière Gyama Shingchu, entraînant la mort d'un grand nombre de bovins. Les villageois de la vallée de Gyama dépendent de la rivière Gyama Shingchu pour l'eau potable et l'irrigation. Cependant, la rivière s'est depuis asséchée en raison de la destruction de sa source par l'exploitation minière.
Selon Karma T. Ngodup, le creusement de tunnels profonds et les opérations de dynamitage de routine autour de la mine de Gyama ont déclenché une série de séismes d'ampleur moyenne, suscitant des inquiétudes quant à l'impact des activités minières sur la stabilité de la région.